# كاثرين موينج
كاثرين موينج (بالإنجليزية: Katherine Moennig)‏ (و. 1977  م) هي ممثلة أفلام، وممثلة مسرحية، وممثلة تلفزيونية، ودي جي أمريكية، ولدت في فيلادلفيا.

## التعليم
تعلمت في الأكاديمية الأميركية للفنون المسرحية (حتى 1998).

## وصلات خارجية
- كاثرين موينج على موقع IMDb (الإنجليزية)
- كاثرين موينج على موقع روتن توميتوز (الإنجليزية)
- كاثرين موينج على موقع ألو سيني (الفرنسية)
- كاثرين موينج على موقع أول موفي (الإنجليزية)
- كاثرين موينج على موقع قاعدة بيانات الأفلام السويدية (السويدية)
- كاثرين موينج على موقع إن إن دي بي (الإنجليزية)
- كاثرين موينج على موقع قاعدة بيانات الفيلم (الإنجليزية)
- كاثرين موينج على موقع كينوبويسك (الروسية)